# Batería J-3
La Batería J-3 es una base militar de soporte de artillería costera, situada en Monteferro, municipio de Nigrán (Galicia, España).
Construida durante la guerra civil española, para proteger el extremo sur de la ría de Vigo, fue dotada de tres cañones Munaiz Argüelles 150 mm Tr L/45, además de un búnker, un polvorín y varios edificios auxiliares. La base fue abandonada en los años 1960.

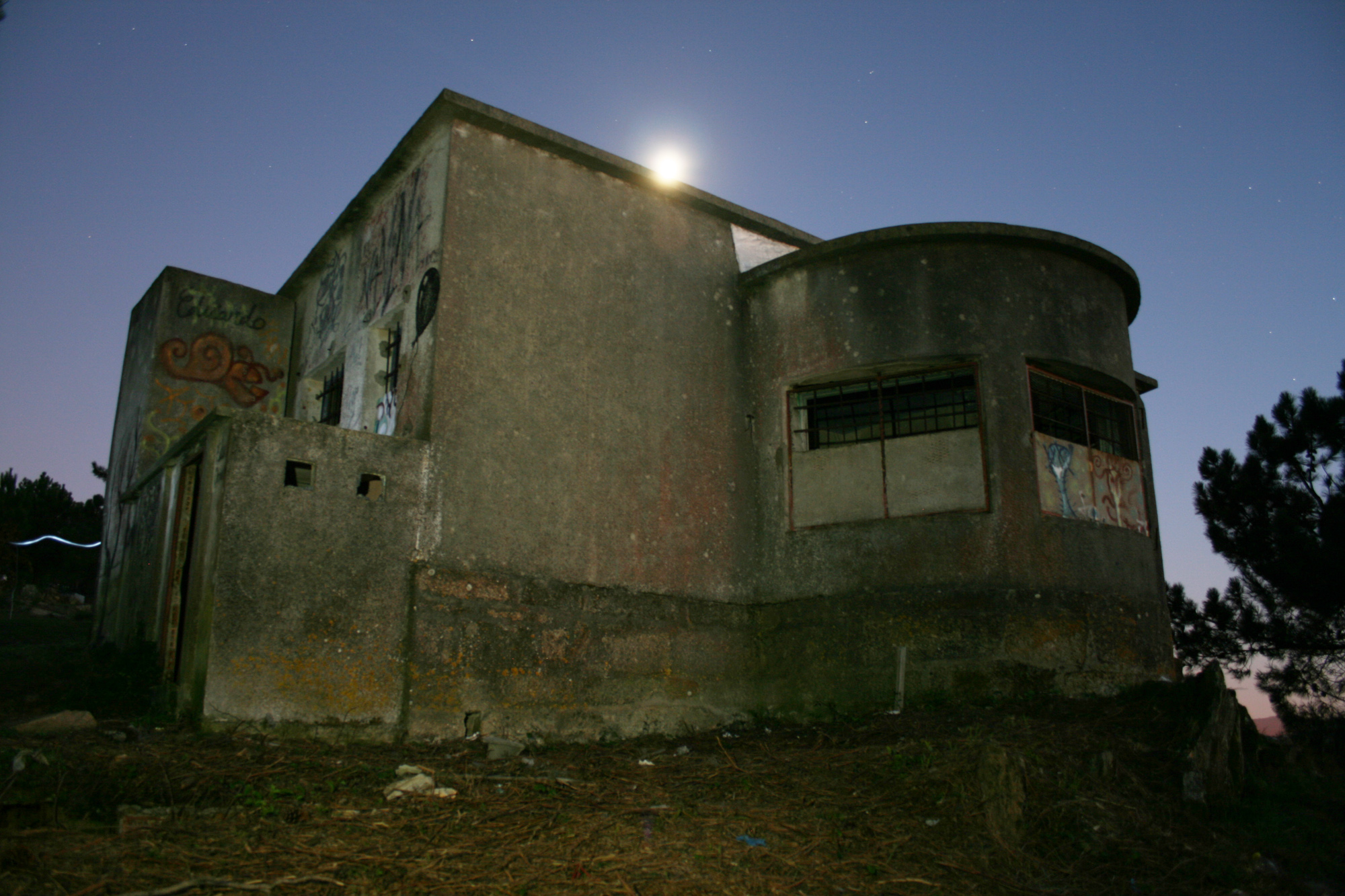
Puesto de mando.

- Datos: Q30899426
- Multimedia: Monteferro's military emplacement / Q30899426